# Bardena
La Bardena è un corso d'acqua della Toscana settentrionale, affluente di sinistra del torrente Ombrone Pistoiese, è lungo circa 15 km e si snoda interamente all'interno del comune di Prato, ha regime spiccatamente torrentizio, con piene nei mesi invernali e periodi di secca nella stagione estiva.
Il torrente nasce sulle prime pendici delle colline della Val di Bisenzio ad un'altitudine di 400 metri, all'interno dell'area protetta del Monteferrato; scende poi fino all'abitato di Figline di Prato, per dirigersi ancor più a valle fino alle frazioni di Maliseti e Narnali; da qui il corso d'acqua ha un andamento rettilineo in direzione sud-ovest, lambisce le frazioni di Galciana e Casale, attraversa Iolo per poi immettersi nell'Ombrone Pistoiese.
Il Comune di Prato ha effettuato diverse opere di regimentazione del corso d'acqua, al fine di evitare quelle esondazioni che in passato, specie nei primi anni Novanta, hanno causato diversi problemi alla popolazione locale. Nonostante questo, tuttavia, nel corso della gravissima alluvione che ha colpito il territorio pratese il 2 novembre 2023, il torrente ha rotto gli argini in più punti del suo corso, tracimando con violenza nelle frazioni di Figline di Prato, di Maliseti e di Viaccia e causando danni ingenti.